# Grüne Woche
Die Grüne Woche (bis 2024 auch Internationale Grüne Woche) ist eine Messe in Berlin, auf der Unternehmen der weltweiten Agrar- und Ernährungswirtschaft ihre Produkte präsentieren. Sie gilt als die international wichtigste Messe für Ernährungswirtschaft, Landwirtschaft und Gartenbau und richtet sich sowohl an Fachbesucher als auch an das allgemeine Publikum. Die Messe findet traditionell jeweils im Januar in den Messehallen unter dem Funkturm statt.
Veranstalter der Grünen Woche ist die Messe Berlin, ideelle Träger sind der Deutsche Bauernverband (DBV) und die Bundesvereinigung der deutschen Ernährungsindustrie (BVE).
Die Grüne Woche 2025 fand vom 17. bis zum 26. Januar 2025 mit rund 310.000 Besuchern und rund 1500 Ausstellern, darunter 800 Essensständen, statt.

## Geschichte

### Anfänge

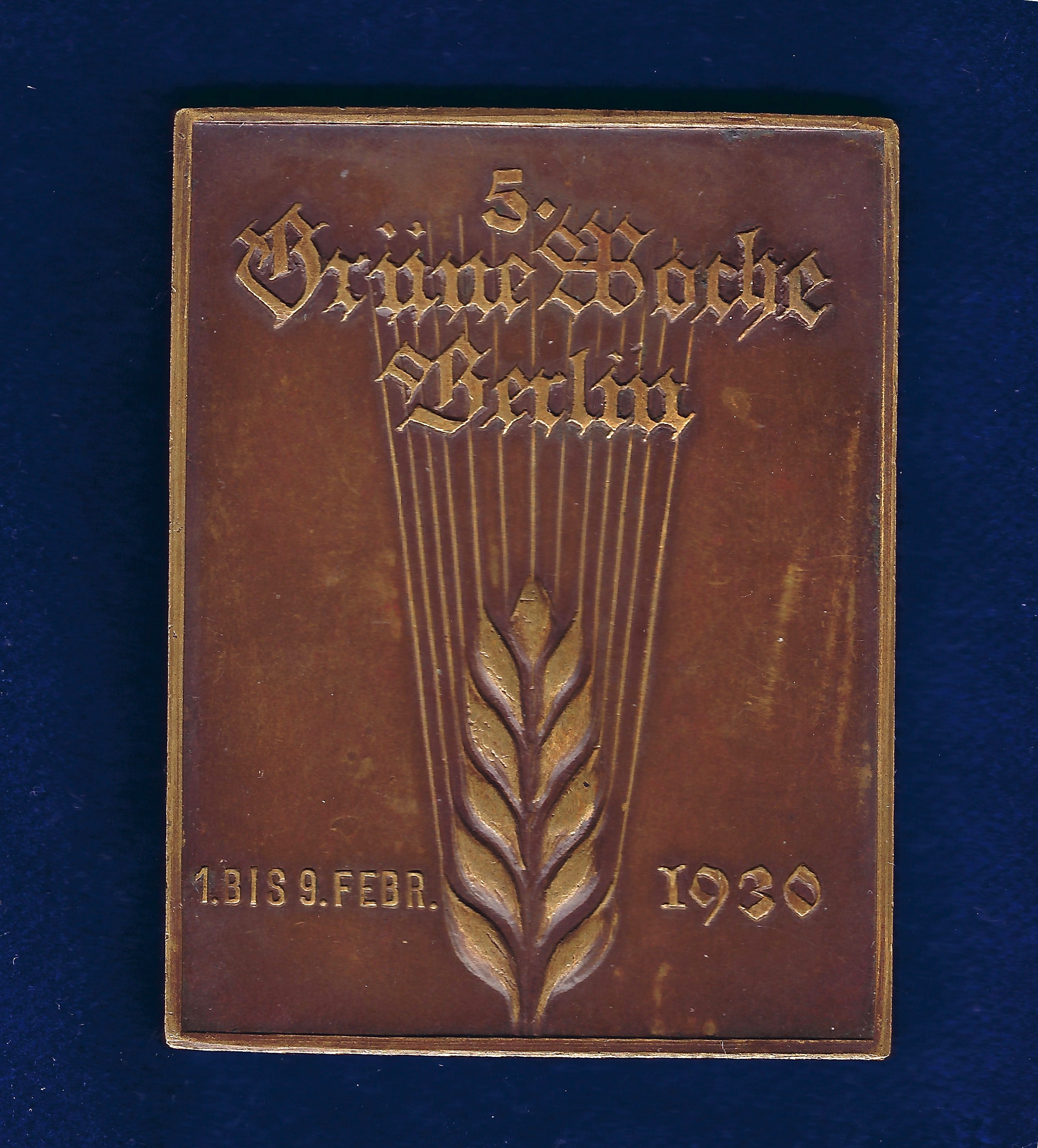
5. Grüne Woche 1930 Preisplakette des Milchwirtschaftlichen Instituts Oranienburg, Vorderseite

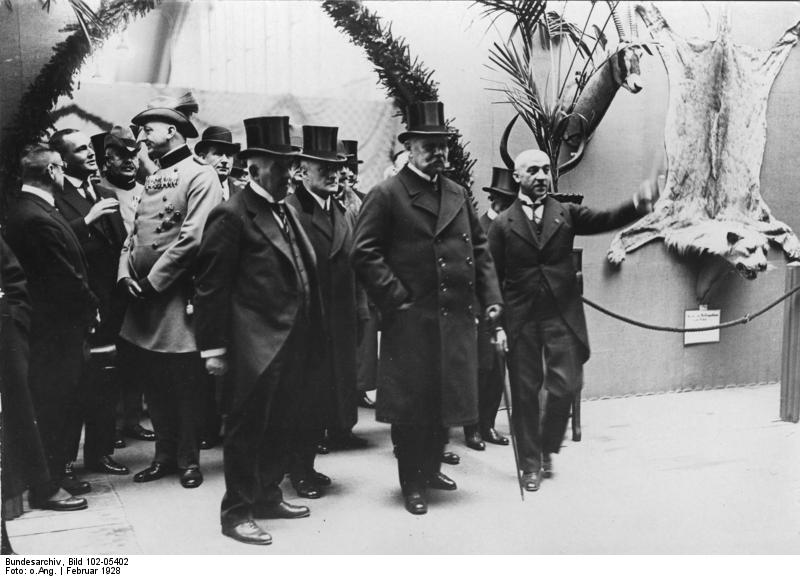
Reichspräsident Paul von Hindenburg bei der Besichtigung wertvoller Jagd-Trophäen, große Jagdausstellung auf der Grünen Woche 1928

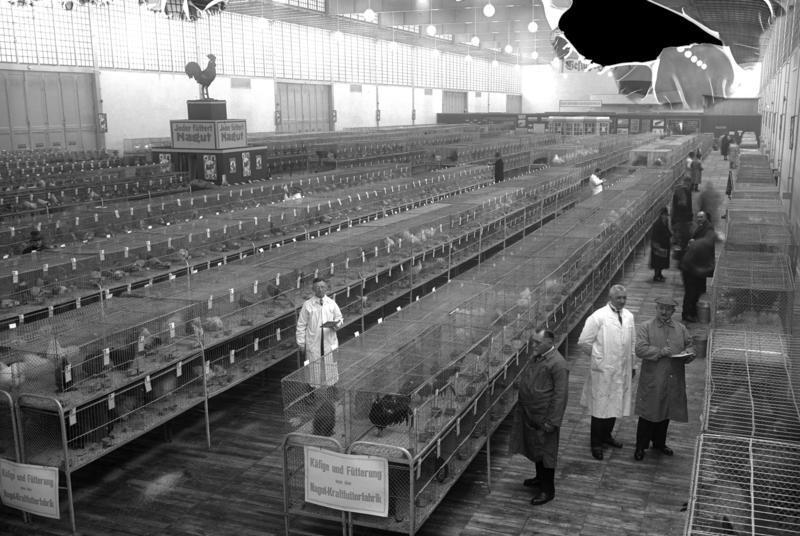
Grüne Woche, 1930

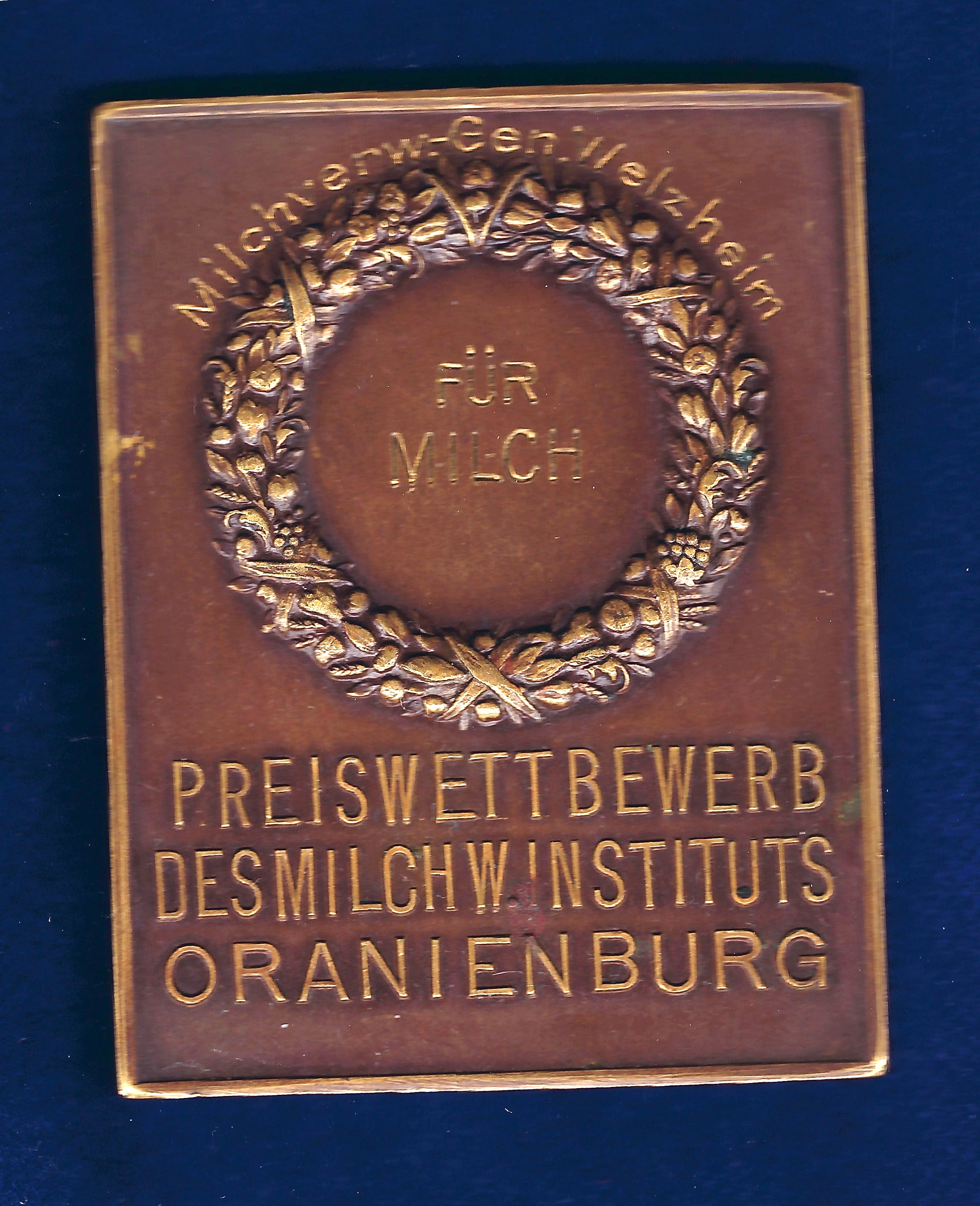
Die Rückseite zeigt als Gewinner die württembergische Genossenschaft in Welzheim

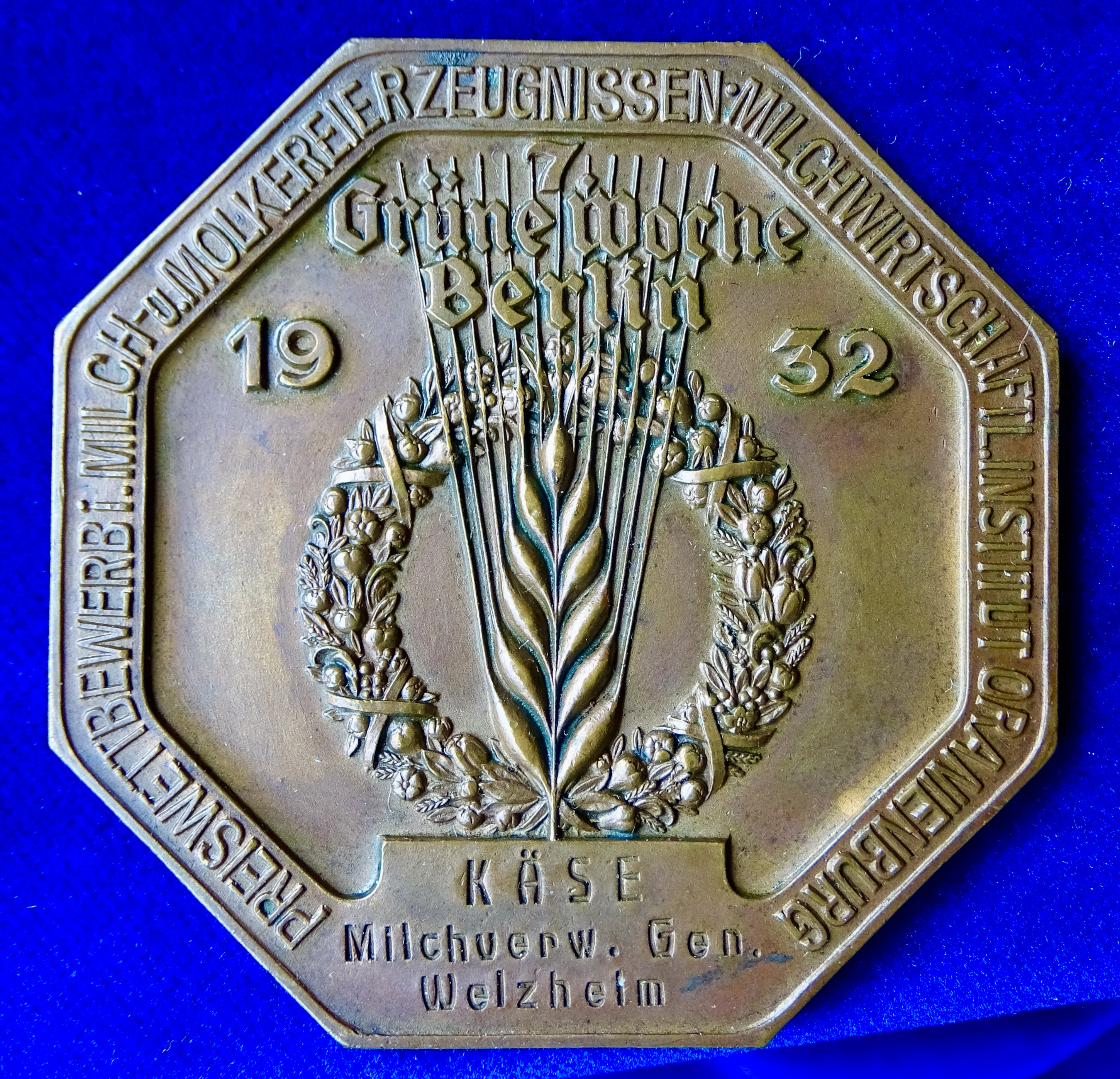
Grüne Woche 1932 Preisplakette

Die erste Grüne Woche (damals noch nicht mit dem Zusatz „Internationale“) fand vom 20. bis 28. Februar 1926 statt, nachdem ein Mitarbeiter im Berliner Fremdenverkehrsamt die Idee hatte, die traditionelle Wintertagung der Deutschen Landwirtschafts-Gesellschaft in Berlin mit einer landwirtschaftlichen Ausstellung zu verbinden und damit den ohnedies stattfindenden Straßenverkauf landwirtschaftlicher Artikel an die Teilnehmer der Tagung in eine geordnete Form zu bringen. Im ersten Jahr wurden auf einer Ausstellungsfläche von 7000 m² bereits 50.000 Besucher gezählt. Ihren Namen verdankt die Messe den damals häufig in grüne Lodenmäntel gekleideten Forst- und Landwirtschaftsbesuchern.

### Zeit des Nationalsozialismus
Ab 1933 war die Grüne Woche in die nationalsozialistische Ideologie eingebunden. Eine umfassende Aufarbeitung der Geschichte der Grünen Woche in dieser Zeit steht noch aus. Bis 1939 fand die Grüne Woche jedes Jahr statt, mit Ausnahme von 1938 wegen der damals grassierenden Maul- und Klauenseuche.

### Neustart 1948
Nach kriegsbedingter Pause gab es die Grüne Woche ab 1948 erneut. Nachdem sie 1950 wegen größerer Bauarbeiten ausfallen musste, fand sie ab 1951 wieder in jährlichem Rhythmus statt. Die Beteiligung ausländischer Aussteller stieg ab diesem Zeitpunkt kontinuierlich, im Jahr 1963 machten sie bereits zwei Drittel aller Teilnehmer an der Leistungsschau aus. Seit den 1990er Jahren erlebte die Grüne Woche durch die deutsche Wiedervereinigung und die Öffnung des Ostblocks einen besonderen Aufschwung. Sonderschauen zu Themen wie „Käse aus Deutschland“ und ein fachliches Rahmenprogramm mit beispielsweise über 250 Vorträgen, Seminaren und Symposien im Jahr 2005 runden die Messe ab.

### 21. Jahrhundert

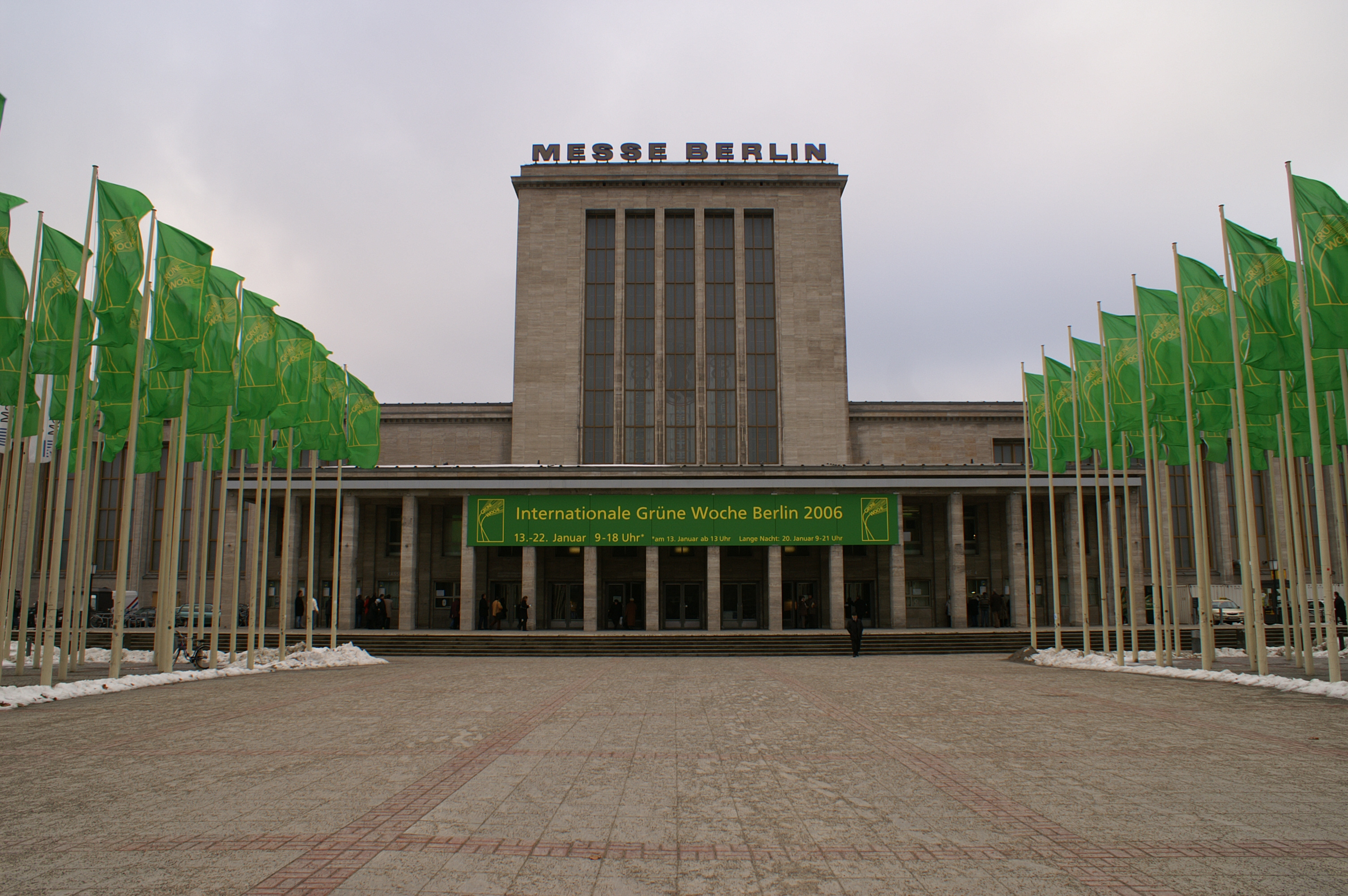
Internationale Grüne Woche in Berlin, Eingangsbereich zum Messegelände, 2006

Anlässlich der Grünen Woche findet in Berlin etwa zeitgleich seit 2008 jährlich die Welternährungskonferenz „Global Forum for Food and Agriculture“ statt und als dessen politischer Höhepunkt seit 2009 ein internationaler Agrarministergipfel im Auswärtigen Amt.
Die 80. Internationale Grüne Woche fand vom 16. bis 25. Januar 2015 statt. Im Sinne des Gutachtens des Wissenschaftlichen Beirats der Bundesregierung Globale Umweltveränderungen (WBGU) aus dem Jahr 2011, „Gesellschaftsvertrags für eine Große Transformation“ mit seinem Postulat einer Abkehr von fossilen Brennstoffen als Grundlage der Ökonomie, hat der Begriff der Bioökonomie als neues Leitbild für die weltweite Landwirtschaft und Nahrungsmittelerzeugung das jährliche internationale Treffen der Landwirtschaftsminister auf dieser Veranstaltung bestimmt. Die Messe wurde von 415.000 Besuchern besucht, 5.000 mehr als im Vorjahr.
Vom 15. bis 24. Januar 2016 präsentierten sich 1660 Aussteller aus 65 Ländern. Die Russische Föderation, seit 1993 auf der Messe vertreten und seit 2006 einer der größten Aussteller, nahm nicht teil, da der Landwirtschaftsminister Alexander Tkatschow aufgrund der Sanktionen der EU nach der Krimannexion durch Russland keine Einreiseerlaubnis erhalten hatte. Mit Marokko war erstmals ein nichteuropäisches Land Gastland. Die Zahl der Messe- und Kongressbesucher ging auf knapp 400.000 zurück, davon waren gut 100.000 Fachbesucher.
Im Jahr 2018 nahm Russland trotz weiterbestehender Sanktionen der EU wieder teil, allerdings in eingeschränkter Form (der russische Landwirtschaftsminister kam bereits 2017 wieder zum Agrarministertreffen und sprach auf der Welternährungskonferenz). Nach längerer Abwesenheit waren auch Schweden, Japan und Kasachstan wieder dabei. Erstmals war das Emirat Katar auf der Messe vertreten. Im Rahmen der Grünen Woche fand erstmals die Hippologica statt.
Am 20. August 2020 teilte die Messe Berlin mit, dass die Internationale Grüne Woche 2021 aufgrund der Auswirkungen der COVID-19-Pandemie nicht als Publikums- bzw. Verbrauchermesse, sondern nur als Fachveranstaltung ohne Ausstellung stattfinden sollte. Am 16. November 2020 folgte die Ankündigung, dass die Grüne Woche ohne Publikum als rein digital übertragene Veranstaltung durchgeführt werde. Diese fand am 20. und 21. Januar 2021 unter dem Titel IGW Digital 2021 statt. Über das Live-Streaming-Portal der Messe konnten über 100 Programmbeiträge kostenfrei abgerufen und nach Angaben des Veranstalters mehr als 20.000 Nutzer erreicht werden.
Die Grüne Woche 2022 war für den 21.–30. Januar 2022 geplant. Am 26. November 2021 sagte die Messe Berlin diese jedoch wegen der COVID-19-Pandemie ab. Lediglich eine Pressekonferenz und Talkrunde fanden am 20. Januar 2022 statt.
Bei der Grünen Woche 2023 vom 20. bis 29. Januar verzeichnete die Messe rund 1400 Aussteller aus 60 Ländern und rund 300.000 Besucher.
Bei der Grünen Woche vom 17. bis zum 26. Januar 2025 durften nach einem Ausbruch der Maul- und Klauenseuche im brandenburgischen Landkreis Märkisch-Oderland keine Paarhufer (u. a. Rinder, Schafe und Ziegen) ausgestellt werden, dies auf Anordnung des Veterinäramts Charlottenburg.

## Markenauftritt im Laufe der Zeit
Der Grafiker Wilhelm Hölter entwarf 1935 das Ausstellungslogo als Wort-Bild-Marke mit zwei stilisierten Gerstenhalmen, deren Ähren von den Wörtern ‚Grüne Woche‘ gebildet werden. 2006 erfolgte eine geringfügige Überarbeitung des Logos. Im Mai 2023 wurde ein von der Marken- und Designagentur Kleiner & Bold neugestaltetes Logo eingeführt. Mit der Grünen Woche 2024 wurde der zuvor jahrelang verwendete Zusatz Internationale fallen gelassen.

Ursprüngliches Logo 1935–2006
Überarbeitetes Logo 2006–2023
Neugestaltetes Logo seit 2023

## Nebenausstellungen und -konferenzen

### GFFA
Das Global Forum for Food and Agriculture (GFFA), eine internationale Konferenz zu agrar- und ernährungspolitischen Fragen, findet seit 2008 parallel zur Internationalen Grünen Woche in Berlin statt. Die Konferenz wird veranstaltet vom Bundesministerium für Ernährung und Landwirtschaft (BMEL) in Kooperation mit dem Berliner Senat, der Messe Berlin und dem Verein GFFA Berlin e. V. Beim GFFA diskutieren Teilnehmende aus Politik, Wirtschaft, Wissenschaft und Zivilgesellschaft zu einem Schwerpunktthema, meist aus dem Bereich Ernährungssicherung. Am letzten Konferenztag findet als Höhepunkt des GFFA die Berliner Agrarministerkonferenz mit rund 70 Agrarministern sowie Vertretern internationaler Organisationen (wie FAO, OECD, WTO und Weltbank) statt. Im Januar 2023 lag der Fokus des Fachpodiums darauf, Transformationsprozesse zu entwerfen, die die davon am direktesten betroffenen vulnerablen Gruppen nicht vom Prozess ausschließen.

### Hippologica
Seit 2018 findet im Rahmen der Grünen Woche die Hippologica, ein viertägiges Hallenreitsportturnier mit angeschlossener Pferdemesse, statt. Es finden Wettkämpfe in Springen, Dressur und Voltigieren statt. Außerdem wird ein Zweispänner-Hindernisfahren ausgetragen.

## Offizielle Partnerländer
Seit 2005 gibt es jährlich ein offizielles Partnerland auf der Grünen Woche.
2005:  Tschechien

2006:  Russland

2007:  Deutschland

2008:  Schweiz

2009:  Niederlande

2010:  Ungarn

2011:  Polen

2012:  Rumänien

2013:  Niederlande

2014:  Estland

2015:  Lettland

2016:  Marokko

2017:  Ungarn

2018:  Bulgarien

2019:  Finnland

2020:  Kroatien

2023:  Irland

## Begleitende Proteste

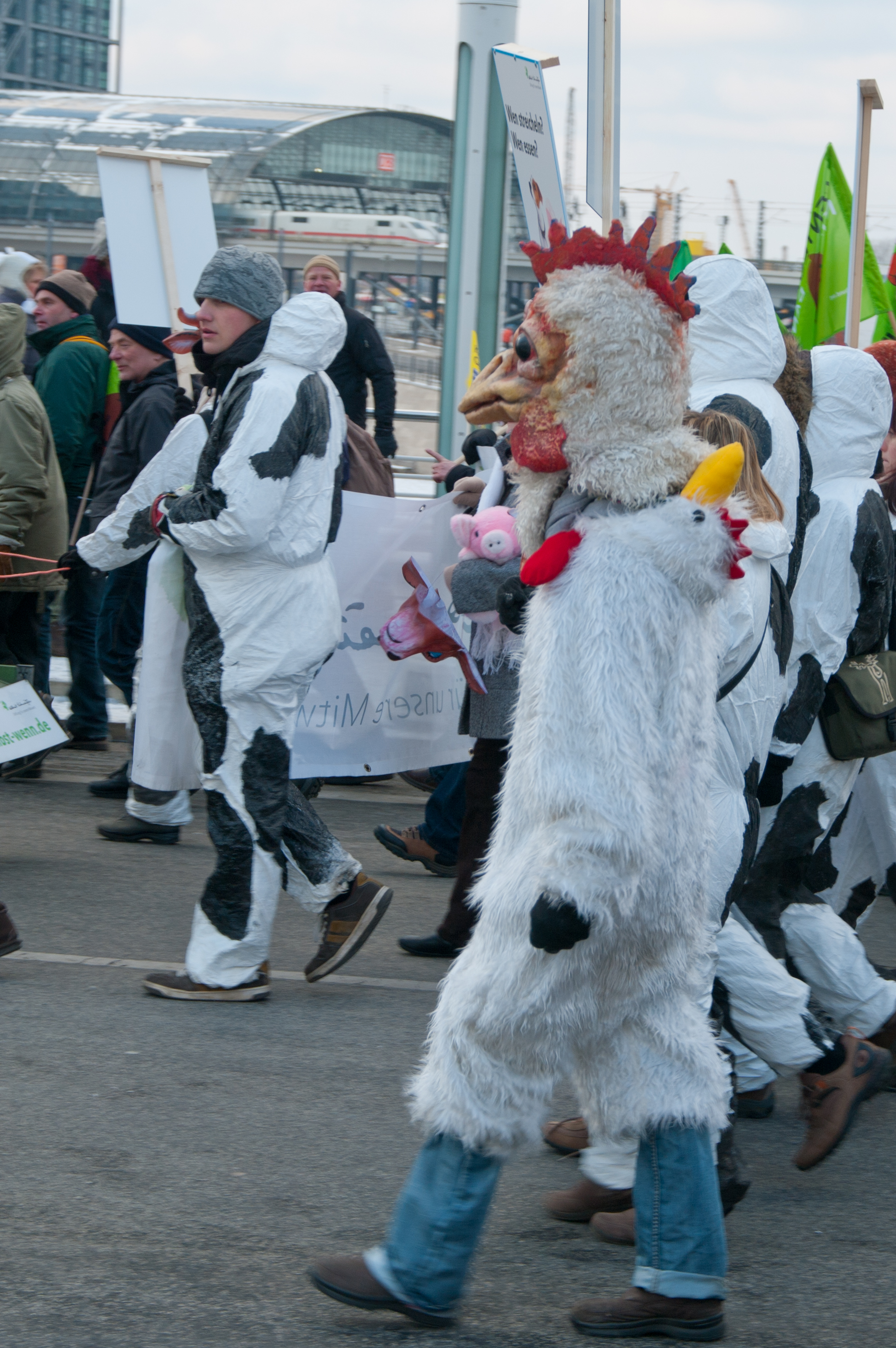
Demonstration im Jahr 2013

Die Grüne Woche wird seit einigen Jahren von Protesten unter dem Motto Wir haben es satt! begleitet. Die Bewegung sieht sich selbst als globale Bewegung für Klimagerechtigkeit und konsequenten Klimaschutz. Zum Auftakt 2013 protestierten 25.000 Menschen gegen die Massentierhaltung, den übermäßigen Einsatz von Antibiotika bei Masttieren und forderten eine Agrarwende. Der Vorsitzende des Bundes für Umwelt und Naturschutz, Hubert Weiger, sagte auf der Abschlusskundgebung 2013: „Hinter dem schönen Schein der Messestände verbirgt sich millionenfaches Tierleid.“ Ina Müller-Arnke, Nutztierexpertin von Vier Pfoten sieht „absolut keine Notwendigkeit, Tiere auf Messen auszustellen […] die Tiere werden aus der gewohnten Umgebung herausgerissen und von der vertrauten Herde getrennt“. Auch 2015 protestierten Zehntausende (nach Angaben der Polizei 25.000, nach denen der Veranstalter 50.000).